# مانويل راميريز غوميز
مانويل راميريز غوميز (بالإسبانية: Manuel Ramírez Gómez)‏ هو اقتصادي كولومبي، ولد في 1942.